# Mus

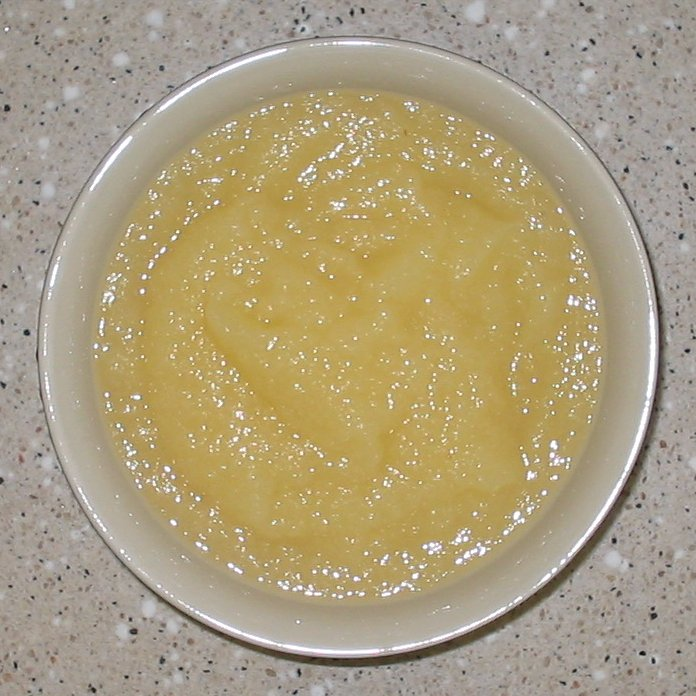
Apfelmus

Mus (von mittelhochdeutsch muos) ist ein Brei oder Püree (französisch: Purée) aus gekochtem Obst, Gemüse, in manchen Gegenden auch aus anderen Lebensmitteln.

## Obstmuse
- Apfelmus reicht man zum Beispiel zu Grießbrei, Kartoffelpuffern, Pfannkuchen oder zu Älplermagronen. Allein, evtl. mit Sahne, dient es als Nachspeise. In der kölschen Küche ist Apfelmus Bestandteil des Gerichts Himmel un Ääd mit Kartoffelmus, Zwiebeln und angebratener Blutwurst.
- Pflaumenmus wird unter anderem in Eierkuchen gefüllt, in diverse Krapfen oder in Buchteln (Powidl).

## Andere Muse
- Auf Schwäbisch bedeutet Mus auch Brei oder Püree aus Hülsenfrüchten, Kartoffeln oder anderem.
- In der Schweiz bezeichnet Mues auch eingeweichte Haferflocken (Habermues), oder roh geriebenes Obst. Zusammen mit weiteren Zutaten ergibt es das Müsli (Müesli in der Schweiz).
- Im Tirolisch-Salzburgischen ist Muaß in Schmalz eingebranntes Getreidemehl, eine nahrhafte Speise, die traditionell von Holzfällern während ihrer langen Aufenthalte in Schlägerungsgebieten zubereitet wurde, da die Zutaten im Winter nicht verderben.
- In Teilen des Niederrheins (um Rees und Emmerich am Rhein) ist Mus eine Bezeichnung für Grünkohl. Es wird als „Mus mit Mett“ zusammen mit Mettwurst serviert.

In Ulm mussten ertappte Ehebrecher früher öffentlich gemeinsam Hafermus essen; diese Strafe wurde als „Musen“ bezeichnet.

## Ältere Bedeutungen
Früher war Mus auch ein Synonym für jede gekochte Speise und wurde in der Alltagssprache oft nicht von Brei oder Suppe unterschieden. Außerdem war es eine regionale Bezeichnung für Gemüse, so dass in manchen Regionen der Gemüsegarten auch als „Musgarten“ bezeichnet wurde.
So heißt es im Deutschen Wörterbuch der Brüder Grimm: „(…) es ist, nach seinem gebrauch seit den frühesten vergleichbaren zeiten, anzunehmen, das wir es bei mus und bei brei mit zwei ausdrücken einer vorgeschritteneren germanischen kochkunst zu thun haben, die beide zunächst auf eine schwerflüssig hergestellte speise, die letztere aus mehl, die erstere aus kernfrüchten und obst, zielen, als zukost zu fleisch und brot. dabei ist mus die manigfaltigere speise, aus vielerlei darstellbar, und so kann man es verstehen, wenn es den allgemeinern sinn speise, zukost überhaupt erlangt“.